# San Pedro Sacatepéquez (San Marcos)
Este artículo corresponde al municipio del departamento de San Marcos; para el municipio homónimo en el departamento de Guatemala véase: San Pedro Sacatepéquez (Guatemala).
San Pedro Sacatepéquez, San Marcos (San Pedro: por su santo patrono Pedro Apóstol; Sacatepéquez: de; náhuatl, significa en el cerro de hierba) es un municipio del departamento de San Marcos, en la República de Guatemala. La municipalidad es de segunda categoría y cuenta con una ciudad que es la cabecera municipal de San Pedro Sacatepéquez. Sus aldeas son: Cantel, Corral Grande, Chamac, Champollap, Chim, El Cedro, El Tablero, La Grandeza, Mavil, Piedra Grande, Provincia Chiquita, Sacuchum, San Andrés Chapil, San José Cabén, San Pedro Petz, Santa Teresa, La Cuchilla y San Francisco Soché; además cuenta con sesenta y siete caseríos en el área rural. Además del español se habla el idioma indígena mam.
La economía del municipio se basa en actividades agrícolas, pecuarias, industriales — principalmente la fabricación de instrumentos musicales, joyería, productos de cuero y panadería— y artesanales. Entre estas últimas destaca la producción de suéteres de lana, tejidos típicos de algodón, cestería, cohetillos, teja y ladrillo de barro y artículos en cuero.
Entre sus atractivos naturales están las cascadas de Los Tres Chorros, Las Cataratas de Los Chocoyos, y El Agua Tibia. Por el municipio pasan los ríos Agua Tibia, Hondo, Escondido, Santo Domingo y Tres Chorros y el riachuelo La Ciénaga. Al municipio se llega por la Ruta Nacional N.º 1.

## Toponimia
Muchos de los nombres de los municipios y poblados de Guatemala constan de dos partes: el nombre del santo católico que se venera el día en que fueron fundados y una descripción con raíz náhuatl; esto se debe a que las tropas que invadieron la región en la década de 1520 al mando de Pedro de Alvarado estaban compuestas por soldados españoles y por indígenas tlaxcaltecas y cholultecas. Así pues, el topónimo «Sacatepéquez» se deriva de los vocablos en náhuatl «sacat» (español: «hierba»), «tepē-» (español: «cerro, montaña») y «-k»(español: «en») y quiere decir «en el cerro cubierto de hierba».

## División política
El municipio de San Pedro Sacatepéquez se encuentra en la Sierra Madre al este del departamento de San Marcos. El área montañosa contiene bosques muy húmedos, bajo subtropical, en el que predominan suelos francos y franco arcillosos con perfiles arables hasta 0,80 m con madera y drenaje interno, suelos profundos color negro a gris, pendientes entre 12-32 %, 32 a 45 %, una precipitación pluvial con un promedio de 2730 mm anuales, biotemperatura de 12,5 a 18,60 °C y relieve accidentado en su mayor parte; pero también tiene una franja de terreno a pocos metros por encima del nivel del mar en donde se encuentran las aldeas Provincia Chiquita, Corral Grande, Chim y El Tablero, que colindan con la zona costera de los departamentos de San Marcos y del departamento de Quetzaltenango.
| Aldea              | Caseríos                     | Cantones y parajes |
| ------------------ | ---------------------------- | --- |
| Cantel             |                              | - Canichel - Joya del Porvenir - El Plan - Ajil                                                                                         |
| Corral Grande      |                              | - Buena Vista - San Francisco - Agua Caliente - El Zapote                                                                               |
| Champollap         | Las Guayabas                 | - La Industria - El Tesoro - Las Flores - Vista Hermosa - La Libertad - San Rafael                                                      |
| Champollap         | Nueva Reforma                | - La Industria - El Tesoro - Las Flores - Vista Hermosa - La Libertad - San Rafael                                                      |
| Champollap         | Loma Linda                   | - La Industria - El Tesoro - Las Flores - Vista Hermosa - La Libertad - San Rafael                                                      |
| Champollap         | San Rafael                   | - La Industria - El Tesoro - Las Flores - Vista Hermosa - La Libertad - San Rafael                                                      |
| Chim               | San Francisco El Chichicaste | - Los Bravo - La Ciénaga |
| Chim               | San Vicente Esquipulas       | - Los Bravo - La Ciénaga |
| El Cedro           | San Miguel Las Flores        | - Alta Vista - San Rafael - La Comunidad I                                                                                              |
| El Cedro           | Bella Vista                  | - Alta Vista - San Rafael - La Comunidad I                                                                                              |
| El Cedro           | El Tizate                    | - Alta Vista - San Rafael - La Comunidad I                                                                                              |
| El Tablero         |                              | - Agua Caliente |
| La Grandeza        | Ixcá                         | - Carolina |
| La Grandeza        | Cruz Verde                   | - Carolina |
| Mávil              | Agua Tibia                   | - Kusinché |
| Piedra Grande      | Ojo de Agua                  | - Santa Rita I - Santa Rita II - Los Coyotes - Agua Bendita - La Michada - La Providencia                                               |
| Piedra Grande      | San Juan del Pozo            | - Santa Rita I - Santa Rita II - Los Coyotes - Agua Bendita - La Michada - La Providencia                                               |
| Provincia Chiquita | Alta Vista                   | - López - El Zarco |
| Provincia Chiquita | Los Juárez                   | - López - El Zarco |
| Provincia Chiquita | El Platanillo                | - López - El Zarco |
| Provincia Chiquita | Santa Teresa                 | - López - El Zarco |
| Sacuchúm           | Ciprés Grande                | - Villa El Progreso |
| Sacuchúm           | El Boquerón                  | - Villa El Progreso |
| Sacuchúm           | Palencia                     | - Villa El Progreso |
| San Andrés Chápil  | La Laguna                    | - El Carmen - Esquipulas - Ixcá - Las Escobas - San Lorenzo - San Miguel - San Martín - San Pedrito - La Caballería - Ojo de agua       |
| San Andrés Chápil  | Oratorio                     | - El Carmen - Esquipulas - Ixcá - Las Escobas - San Lorenzo - San Miguel - San Martín - San Pedrito - La Caballería - Ojo de agua       |
| San Isidro Chamac  | Ixhual                       | |
| San José Cáben     | Los Molinos                  | |
| San José Cáben     | La Democracia                | |
| San José Cáben     | La Libertad                  | |
| San José Cáben     | Entre Ríos                   | |
| San José Cáben     | Ixhual 2                     | |
| San Pedro Petz     | Cruz de Piedra               | - Ojo de Agua - Villa Nueva |
| Santa Teresa       | La Cuchilla                  | - Cerro Grande - Las Piedrecitas - Paraje Agua Tibia - Sector Monterrey - Sector Tres Fuentes - Sector Los Ramírez - Sector Fraternidad |
| Santa Teresa       | Paconché                     | - Cerro Grande - Las Piedrecitas - Paraje Agua Tibia - Sector Monterrey - Sector Tres Fuentes - Sector Los Ramírez - Sector Fraternidad |
| Santa Teresa       | Los Vásquez                  | - Cerro Grande - Las Piedrecitas - Paraje Agua Tibia - Sector Monterrey - Sector Tres Fuentes - Sector Los Ramírez - Sector Fraternidad |
| Santa Teresa       | Piedra Parada                | - Cerro Grande - Las Piedrecitas - Paraje Agua Tibia - Sector Monterrey - Sector Tres Fuentes - Sector Los Ramírez - Sector Fraternidad |

## Geografía física

### Clima
La cabecera municipal de San Pedro Sacatepéquez tiene clima templado (Köppen: Cwb).
| Parámetros climáticos promedio de San Pedro Sacatepéquez | Parámetros climáticos promedio de San Pedro Sacatepéquez | Parámetros climáticos promedio de San Pedro Sacatepéquez | Parámetros climáticos promedio de San Pedro Sacatepéquez | Parámetros climáticos promedio de San Pedro Sacatepéquez | Parámetros climáticos promedio de San Pedro Sacatepéquez | Parámetros climáticos promedio de San Pedro Sacatepéquez | Parámetros climáticos promedio de San Pedro Sacatepéquez | Parámetros climáticos promedio de San Pedro Sacatepéquez | Parámetros climáticos promedio de San Pedro Sacatepéquez | Parámetros climáticos promedio de San Pedro Sacatepéquez | Parámetros climáticos promedio de San Pedro Sacatepéquez | Parámetros climáticos promedio de San Pedro Sacatepéquez | Parámetros climáticos promedio de San Pedro Sacatepéquez |
| Mes                                                      | Ene.                                                     | Feb.                                                     | Mar.                                                     | Abr.                                                     | May.                                                     | Jun.                                                     | Jul.                                                     | Ago.                                                     | Sep.                                                     | Oct.                                                     | Nov.                                                     | Dic.                                                     | Anual                                                    |
| -------------------------------------------------------- | -------------------------------------------------------- | -------------------------------------------------------- | -------------------------------------------------------- | -------------------------------------------------------- | -------------------------------------------------------- | -------------------------------------------------------- | -------------------------------------------------------- | -------------------------------------------------------- | -------------------------------------------------------- | -------------------------------------------------------- | -------------------------------------------------------- | -------------------------------------------------------- | -------------------------------------------------------- |
| Temp. máx. media (°C)                                    | 17.5                                                     | 18.1                                                     | 19.6                                                     | 20.7                                                     | 20.7                                                     | 19.9                                                     | 19.9                                                     | 20.4                                                     | 19.8                                                     | 19.1                                                     | 18.6                                                     | 18.1                                                     | 19.4                                                     |
| Temp. media (°C)                                         | 10.1                                                     | 10.5                                                     | 12.0                                                     | 13.7                                                     | 14.9                                                     | 14.9                                                     | 14.8                                                     | 14.7                                                     | 14.7                                                     | 13.9                                                     | 12.2                                                     | 11.3                                                     | 13.1                                                     |
| Temp. mín. media (°C)                                    | 2.8                                                      | 3.0                                                      | 4.5                                                      | 6.7                                                      | 9.2                                                      | 10.0                                                     | 9.7                                                      | 9.0                                                      | 9.7                                                      | 8.7                                                      | 5.9                                                      | 4.5                                                      | 7                                                        |
| Precipitación total (mm)                                 | 7                                                        | 5                                                        | 28                                                       | 69                                                       | 231                                                      | 345                                                      | 270                                                      | 298                                                      | 306                                                      | 218                                                      | 18                                                       | 14                                                       | 1809                                                     |
| Fuente: Climate-Data.org                                 |                                                          |                                                          |                                                          |                                                          |                                                          |                                                          |                                                          |                                                          |                                                          |                                                          |                                                          |                                                          |                                                          |

### Ubicación geográfica
San Pedro Sacatepéquez está a 250 kilómetros de la ciudad capital y a 48 kilómetros de la cabecera departamental de Quetzaltenango, a solo un kilómetro de la cabecera departamental de San Marcos.
- Norte: San Lorenzo, municipio del departamento de San Marcos
- Sur: San Cristóbal Cucho, La Reforma y Nuevo Progreso, municipios del departamento de San Marcos
- Este: 
  - San Antonio Sacatepéquez, municipio de San Marcos
  - Palestina de los Altos y San Juan Ostuncalco, municipios del departamento de Quetzaltenango
- Oeste: San Marcos, El Tumbador y Esquipulas Palo Gordo, municipios del departamento de San Marcos[13]

|                                                     | Norte: San Lorenzo                                 |                                                                           |
| Oeste: San Marcos El Tumbador Esquipulas Palo Gordo |                                                    | Este: San Antonio Sacatepéquez Palestina de los Altos San Juan Ostuncalco |
|                                                     | Sur: San Cristóbal Cucho La Reforma Nuevo Progreso |                                                                           |

## Gobierno municipal
Los municipios se encuentran regulados en diversas leyes de la República, que establecen su forma de organización, lo relativo a la conformación de sus órganos administrativos y los tributos destinados para los mismos.  Aunque se trata de entidades autónomas, se encuentran sujetos a la legislación nacional y las principales leyes que los rigen desde 1985 son:
| N.º | Ley                                                | Descripción |
| --- | -------------------------------------------------- | --- |
| 1   | Constitución Política de la República de Guatemala | Tiene una regulación legal específica para los municipios en los artículos 253 al 262. |
| 2   | Ley Electoral y de Partidos Políticos              | Ley de carácter constitucional aplicable a los municipios en el tema de la conformación de sus autoridades electas. |
| 3   | Código Municipal                                   | Decreto 12-2002 del Congreso de la República de Guatemala. Tiene la categoría de ley ordinaria y contiene preceptos generales aplicables a todos los municipios, e inclusive contiene legislación referente a la creación de los municipios.             |
| 4   | Ley de Servicio Municipal                          | Decreto 1-87 del Congreso de la República de Guatemala. Regula las relaciones entra la municipalidad y los servidores públicos en materia laboral. Tiene su base constitucional en el artículo 262 de la constitución que ordena la emisión de la misma. |
| 5   | Ley General de Descentralización                   | Decreto 14-2002 del Congreso de la República de Guatemala. Regula el deber constitucional del Estado, y por ende del municipio, de promover y aplicar la descentralización y desconcentración económica y administrativa.                                |

El gobierno de los municipios está a cargo de un Concejo Municipal mientras que el código municipal —ley ordinaria que contiene disposiciones que se aplican a todos los municipios— establece que «el concejo municipal es el órgano colegiado superior de deliberación y de decisión de los asuntos municipales […] y tiene su sede en la circunscripción de la cabecera municipal»; el artículo 33 del mencionado código establece que «[le] corresponde con exclusividad al concejo municipal el ejercicio del gobierno del municipio».
El concejo municipal se integra con el alcalde, los síndicos y concejales, electos directamente por sufragio universal y secreto para un período de cuatro años, pudiendo ser reelectos.
Existen también las Alcaldías Auxiliares, los Comités Comunitarios de Desarrollo (COCODE), el Comité Municipal del Desarrollo (COMUDE), las asociaciones culturales y las comisiones de trabajo. Los alcaldes auxiliares son elegidos por las comunidades de acuerdo a sus principios y tradiciones, y se reúnen con el alcalde municipal el primer domingo de cada mes, mientras que los Comités Comunitarios de Desarrollo y el Comité Municipal de Desarrollo organizan y facilitan la participación de las comunidades priorizando necesidades y problemas.

## Historia
La primera noticia documentada que se tiene de San Pedro Sacatepéquez data del 1 de mayo de 1543, cuando en Barcelona, España se emitió una Real Cédula en la que el emperador Carlos V agradecía los servicios prestados —conforme a la relación hecha— por los caciques de los pueblos de Sacatepéquez en lo referente a Lacandón y la Verapaz durante las Capitulaciones de Tezulutlán, concediéndoles privilegios especiales.

### Época colonial: Doctrina mercedaria

Escudo
mercedario.

Después de la conquista española en la década de 1520, en 1565 se creó la provincia mercedaria de la «Presentación de Guatemala». Originalmente los mercedarios habían obtenido del obispo Francisco Marroquín varios curatos en el valle de Sacatepéquez y Chilmatenango pero los cambiaron con los dominicos por el área de la Sierra de los Cuchumatanes. Durante la primera parte del siglo xvii tenían a su cargo la evangelización de algunos pueblos alrededor de la ciudad de Santiago de los Caballeros de Guatemala que con el paso del tiempo pasaron a formar parte de la ciudad; de esta forma, la capital, Santiago, funcionaba como la cabecera de su encomienda y vicaría regional; además también estaba el convento principal que asistía al comendador, cura y coadjutor de la orden.
La Corona española dio prioridad a la catequización de los indígenas; las congregaciones fundadas por los misioneros reales en el Nuevo Mundo fueron llamadas «doctrinas de indios» o simplemente «doctrinas». Originalmente, los frailes tenían únicamente una misión temporal: enseñarle la fe católica a los indígenas para luego dar paso a parroquias seculares como las establecidas en España. Con este fin, los frailes debían enseñar los evangelios y el idioma español a los nativos. Cuando los indígenas estuvieran catequizados y hablaran español, podrían empezar a vivir en parroquias y a contribuir con el diezmo, como hacían los peninsulares.
Pero este plan nunca se llevó a cabo, principalmente porque la corona perdió el control de las órdenes regulares tan pronto como los miembros de éstas se embarcaron para América; además, los indígenas nunca llegaron a entender el catolicismo correctamente porque este era de por sí un concepto sumamente complejo. Por otra parte, protegidos por sus privilegios apostólicos para ayudar a la conversión de los indígenas, los misionares solamente atendieron a la autoridad de sus priores y provinciales y no a la de las autoridades españolas ni a las de los obispos. Los provinciales de las órdenes, a su vez, únicamente rendían cuentas a los superiores de su orden y no a la corona; una vez habían establecido una doctrina protegían sus intereses en ella, incluso en contra de los intereses del rey, y de esta forma las doctrinas pasaron a ser pueblos de indios que quedaron establecidos para todo el resto de la colonia.
Las «doctrinas» fueron fundadas a discreción de los frailes ya que tenían libertad completa para establecer comunidades para catequizar a los indígenas con la esperanza de que estas pasaran con el tiempo a la jurisdicción de una parroquia secular a la que se le pagaría el diezmo. En realidad, lo que ocurrió fue que las «doctrinas» crecieron sin control y nunca pasaron a depender de las parroquias. Las «doctrinas» se formaron alrededor de una cabecera en donde tenían su monasterio permanente los frailes y de dicha cabecera salían a catequizar o visitar las aldeas y caseríos que pertenecían a la doctrina, que se conocían como anexos, visitas o pueblos de visita. Así pues, las doctrinas tenían tres características principales:
1. Eran independientes de controles externos, tanto civiles como eclesiásticos.
2. Eran administradas por un grupo de frailes.
3. Tenían un número relativamente grande de anexos.[20]

La administración colectiva por parte del grupo de frailes eran la característica más importante de las doctrinas ya que garantizaba la continuidad del sistema de la comunidad en caso de que falleciese uno de los dirigentes.
Según la relación del obispo Juan de las Cabezas en 1613 y las actas de visita pastoral del arzobispo Pedro Cortés y Larraz en 1770, los mercedarios llegaron a tener a su cargo nueve doctrinas y sus muchos anexos que eran los siguientes: Santa Ana de Malacatán, Concepción de Huehuetenango, San Pedro de Solomá, Nuestra Señora de la Purificación de Jacaltenango, Nuestra Señora de la Candelaria de Chiantla, San Andrés de Cuilco, Santiago de Tejutla, San Pedro de Sacatepéquez en San Marcos, y San Juan de Ostuncalco.
En 1754, debido a las reformas borbónicas impulsadas por la Corona española, los mercedarios y el resto del clero regular tuvieron que transferir sus doctrinas y curatos al clero secular, por lo que la orden perdió su doctrina en San Pedro Sacatepéquez.

### Tras la independencia de Centroamérica
El 13 de octubre de 1876, de acuerdo al decreto 165 del gobierno liberal del general Justo Rufino Barrios, consideró conveniente poner en práctica medidas que tendían a mejorar la condición de la clase indígena y que varios aborígenes principales de San Pedro Sacatepéquez ya le habían manifestado su deseo de que se previera que en aquella región se usara el traje como el acostumbrado por los ladinos, el presidente Barrios decretó que, a efectos legales, se declararan ladinos a los indígenas de ambos sexos de la localidad, quienes usaron desde principios de 1877 el traje que corresponde a la esa clase.

### Revolución quetzalteca de 1897

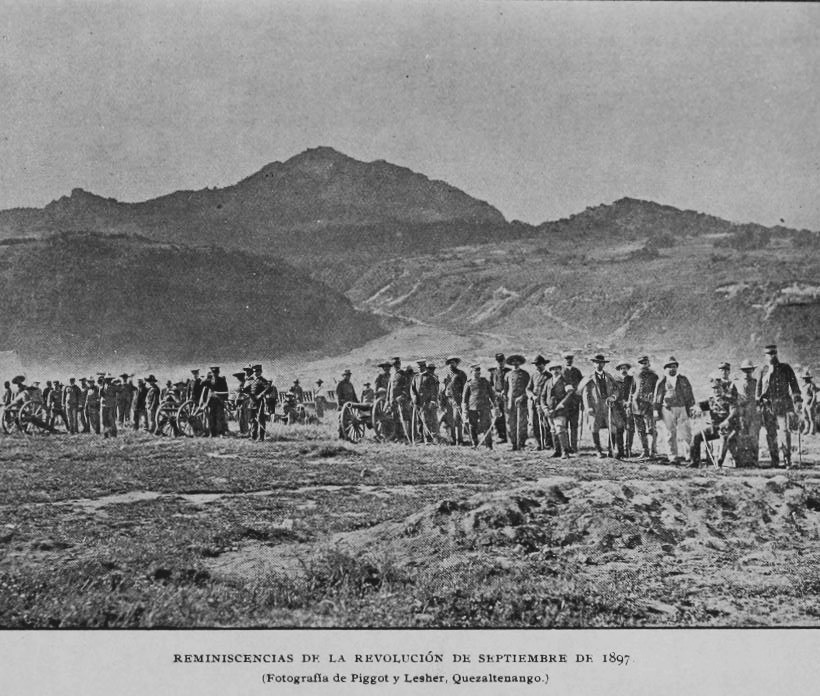
Brigada del general García León en los campos de Totonicapán. Ejército leal al presidente Reina Barrios.

En enero de 1897 se iniciaron las revueltas en contra del gobierno del presidente José María Reina Barrios; el 28 de enero de ese mismo año el territorio guatemalteco fue invadido por un grupo de revolucionarios pero fueron derrotados el 2 de febrero y sus líderes —Tadeo Trabanino, Braulio Martínez, Juan Vargas y Anselmo Fajardo— apresados, juzgados y fusilados el mismo día. Por esos mismos días empezaron a aparecer artículos de opinión en los que se tildaba al régimen de Barrios como tiránico y que ponían en duda la capacidad del gobierno para sacar adelante la Exposición Centroamericana y las elecciones presidenciales al mismo tiempo.
El 5 de marzo de 1897, Próspero Morales renunció a su cargo como Secretario del despacho de Instrucción Pública para participar como candidato presidencial; a finales de ese mes se publicaron fuertes editoriales contra el gobierno en el periódico opositor La República indicando que no se había concluido la línea del Ferrocarril del Norte y que el costo para el país sería enorme. La República acusó al gobierno de despilfarrar el erario pues aparte del Ferrocarril del Norte —que por sí solo hubiera traído grandes beneficios económicos a Guatemala— se habían construido bulevares, parques, plazas, edificios suntuosos, aparte de gastar tres millones de pesos guatemaltecos en la Exposición Centroamericana.
En mayo era mayor el rechazo a la medida de reelección del presidente la cual se calificó de atentado contra la Constitución y por eso el 31 de mayo de 1897 Reina Barrios disolvió la Asamblea Legislativa. Reina Barrios convocó entonces una nueva Asamblea Constituyente en agosto de 1897, la cual prorrogó su mandato por otros cuatro años de acuerdo al decreto emitido en agosto de 1897.
En septiembre de 1897 los quetzaltecos se manifestaron en contra de la decisión del presidente José María Reina Barrios de extender su mandato. Un grupo de revolucionarios, entre los que se encontraba el exministro Próspero Morales, originario de San Marcos, tomó las armas con el fin de apoderarse de varias instituciones y evitar que el gobernante siguiera en el poder. El 7 de septiembre, día en que estalló la revolución, los alzados avanzaron contra San Marcos en donde tomaron el cuartel militar, la cárcel, las oficinas de rentas y las de telégrafos de esa ciudad. El 15 de septiembre las fuerzas revolucionarias proclamaron su victoria sobre las fuerzas militares de Reina Barrios y las autoridades quetzaltecas no reconocieron al gobierno del presidente; posteriormente los revolucionarios tomaron Ocós, Colomba y Coatepeque, pero el 4 de octubre el ejército contraatacó y retomó el control dando fin a la revolución. El 23 de octubre de 1897, después de los eventos bélicos, San Pedro Sacatepéquez pasó a ser la cabecera del departamento de San Marcos.

### Siglo XX

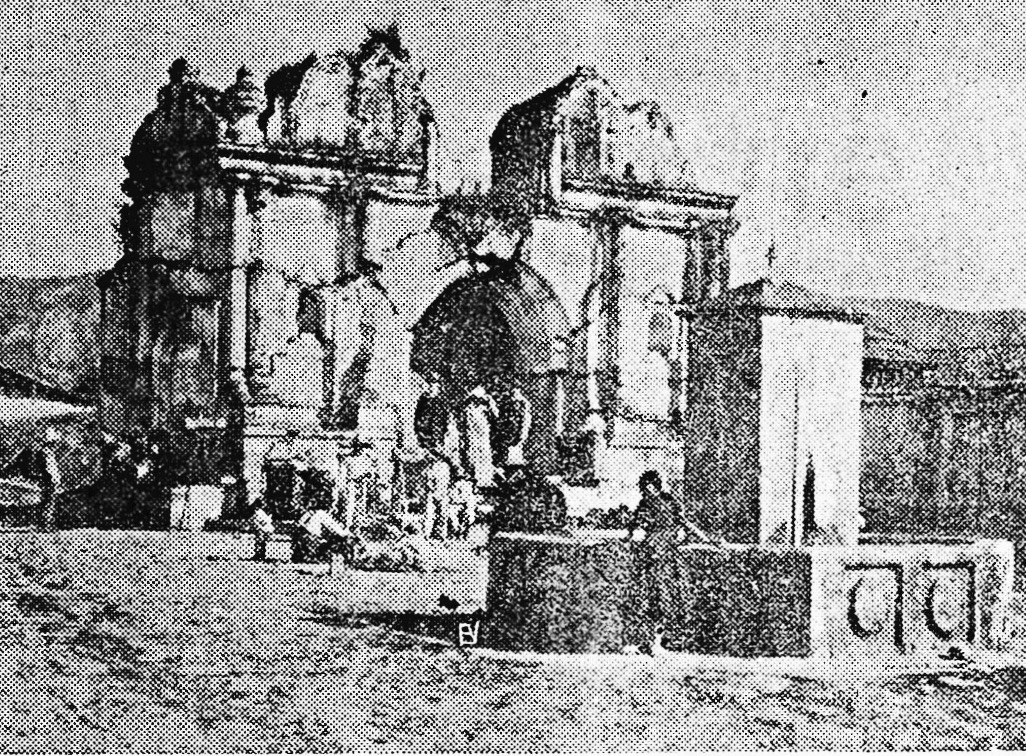
Ruinas de la iglesia católica de San Pedro Sacatepéquez en 1925. La iglesia fue destruida junto con el resto de la población por la erupción del volcán Santa María de 1902.

El 25 de octubre de 1902, el pueblo de San Pedro Sacatepéquez fue destruido por la erupción del volcán Santa María, el cual había estado inactivo unos 500 años y posiblemente varios miles de años, pero su despertar fue claramente indicado por un enjambre sísmico en la región que comenzó en enero de 1902 y un fuerte terremoto destruyó la ciudad de Quetzaltenango el 18 de abril de 1902. La erupción comenzó el 24 de octubre, y las explosiones más grandes ocurrieron durante los siguientes dos días, expulsando aproximadamente 5,5 km³ de magma, siendo una de las mayores del siglo xx. Por la poca actividad previa en el Santa María, los habitantes locales no reconocieron la sismicidad precedente como un signo de aviso de una erupción. Al menos cinco mil personas murieron como resultado de la propia erupción, y un brote posterior de malaria mató muchos más.
La erupción del volcán lanzó una columna de humo y material que alcanzó 28 kilómetros de altura y formó una nube obscura que cubrió la luz del sol durante varios días. La erupción duró treinta y seis horas y formó un gran cráter en el flanco suroccidental de la montaña, lo que formó el «volcán Santiaguito».

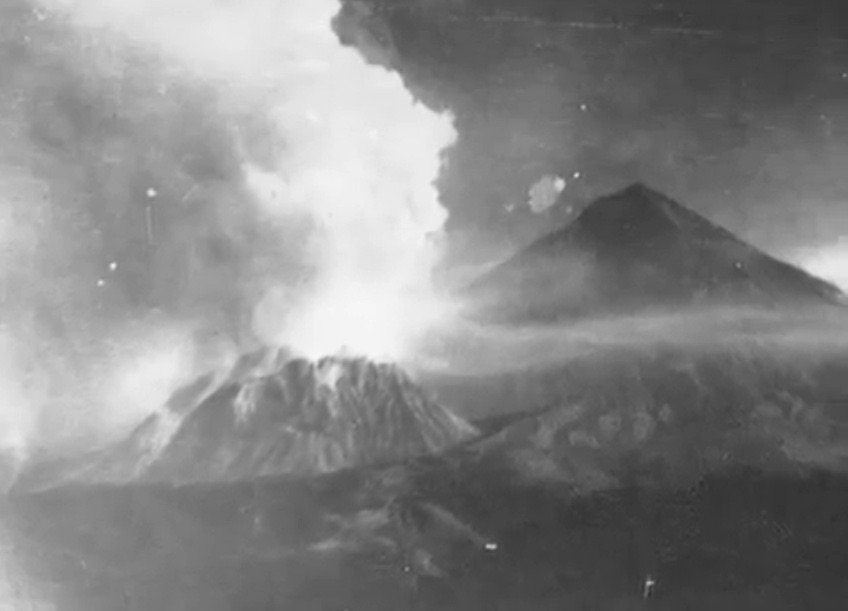
Erupción del volcán Santa María en 1902 que destruyó el poblado.

En la Ciudad de Guatemala el presidente Manuel Estrada Cabrera y su gabinete estaban ocupados en la organización de los festejos de Minerva. Su respuesta ante la catástrofe fue tratar de disminuir su impacto y, en el peor del caso, tratar de silenciarla evitando que los medios de prensa divulgaran las dimensiones de la catástrofe en la región occidental del país.
La respuesta oficial del gobierno central ante las autoridades quezaltecas fue de declarar la no disponibilidad de fondos públicos, ya que recientemente se habían empleado en la ayuda para esa misma ciudad, para los damnificados por los terremotos del mes de abril, por lo cual era imposible atender a la petición. En tales circunstancias, el alcalde de la ciudad, en sesión extraordinaria informó a todos los miembros del consejo que a raíz de la erupción los pastos y siembras de la zona de occidente de la República se arruinaron, por lo que entonces era de esperarse escasez de granos básicos, afectando tal situación especialmente a las personas de escasos recursos. Por tal razón, la corporación municipal decidió que se invirtieran doscientos pesos en la compra de alimentos para ser repartidos entre los más necesitados. Asimismo, el ganado de las haciendas estaba pereciendo por lo que se empezaron a comunicar las pérdidas, no solo por la desaparición de los rebaños sino también por la falta de ganado para abastecimiento de las carnicerías de la ciudad. Ante la escasez de alimentos en la región, el consejo municipal tomó la decisión de solicitar al gobierno central la autorización para importar libre de gravamen —la cual fue aprobada— dos mil quintales de harina hasta llegar hasta los diez mil durante los meses siguientes.
La población fue afectada en distintas formas: para los indígenas fue verdaderamente catastrófica, no solamente porque perdieron parientes y amigos, sus casas y cosechas, sino además porque fueron obligados a trabajar en las labores de reconstrucción. Por su parte, los terratenientes vieron la oportunidad de resarcirse de los daños obteniendo otras tierras y así lo solicitaron al presidente Estrada Cabrera, quien les dio terrenos en San Miguel Uspantán en el Quiché y en Panam en Suchitepéquez y Sololá, las que hasta entonces habían sido tierras comunitarias de los indígenas de la región.
El 3 de diciembre de 1926 se elevó la cabecera al rango de ciudad. Unos años más tarde, el 16 de diciembre de 1935, se anexionó a la población de San Marcos, formando un solo municipio al que se le llamó La Unión San Marcos pues se consideró que era importante efectuar este acuerdo por ser de utilidad y necesidad pública. No obstante, La Unión San Marcos fue suprimida el 20 de julio de 1945, y se volvieron a establecer los municipios de San Pedro Sacatepéquez y de San Marcos, pasando este último a ser nuevamente la cabecera del departamento.
A inicios de la tercera década del siglo xx las ciudades de San Pedro Sacatepéquez y de San Marcos se abastecían del fluido eléctrico utilizando una planta de energía electro-hidráulica ubicada sobre el río Nahuatla cuya capacidad era de 84 kW. La estructura organizativa de la Empresa Eléctrica local (EE) estaba integrada por un Comité Administrativo, un gerente, tesorero, maquinistas y peones. A mediados de la década de 1930 surgió la iniciativa por parte del gerente alemán, Walter Fox, de establecer una segunda planta de energía eléctrica; sin embargo, Fox se retiró de la empresa dejando inconclusa su instalación. El comité de administración nombró un nuevo gerente, el también alemán Erwin Bhir, que residía en la ciudad de Quetzaltenango y que se comprometió a finalizar la instalación de la segunda planta que tenía capacidad de 125 kW. La planta se puso en funcionamiento a principios de la década de 1940 y prestaba servicios únicamente en jornada nocturna, pero su capacidad no era suficiente para cubrir la demanda de San Pedro y San Marcos.
Según acuerdo gubernativo del 21 de agosto de 1940 se acordó celebrar la feria titular de este municipio durante la última semana del mes de junio, siendo el día principal el 29, fecha en que la Iglesia católica conmemora a los apóstoles san Pedro y san Pablo. A esta fiesta se le conoce como «Flor de Retana», y como tradición en este municipio los pobladores, ya sean ladinos o mestizos, se disfrazan con el traje típico de San Pedro como un tributo y reverencia a las generaciones pasadas originarias del municipio.
Con el objetivo de ampliar la cobertura del servicio eléctrico se reformó la red de distribución; de esta forma el Estado de Guatemala, por medio de la Ley General de Electricidad, —Decreto 93-96 del Congreso de la República promulgada el 15 de noviembre de 1996— optimizó el crecimiento del subsector eléctrico y creó los marcos legales para formar empresas de generación, transmisión y distribución eléctrica. Como parte de esta reorganización, la Empresa Eléctrica Municipal de San Pedro (EEM), es la propietaria de las instalaciones destinadas a distribuir comercialmente energía eléctrica en su jurisdicción.

### SigloXXI: Tormenta Stan
El huracán Stan, azotó Guatemala como huracán de categoría I durante los primeros días de octubre de 2005 y causó daños y pérdidas al país por unos mil millones de dólares según un estudio de la Comisión Económica para América Latina y el Caribe (CEPAL). De acuerdo al informe, el huracán afectó directamente a catorce de los veintidós departamentos de Guatemala; además, provocó seiscientos setenta muertos, ochocientos cincuenta desaparecidos y tres millones y medio de damnificados.
Las lluvias continuas pusieron al descubierto el desastre medioambiental de Guatemala: las deforestadas montañas no soportaron los bolsones agua y humedad que en esos días se formaron provocando derrumbes y deslaves. La mayoría de los ríos que brotan en las depredadas montañas de la bocacosta, con sus cuencas casi sin vegetación y la pérdida de profundidad en sus causes, provocó que se desbordaran e inundasen amplias regiones cultivadas y decenas de comunidades rurales y cabeceras municipales en la franja costera del país. En la altiplanicie central y occidental, se derrumbaron capas y pliegues de cerros y volcanes que destruyeron cientos de viviendas y la tragedia de pérdida de vidas humanas. De la parte alta de la cuenca del lago de Atitlán, los deslaves fueron continuos, arrastrando lodo, piedras, rocas y arena. El lago, que normalmente recibe las aguas negras de doce cabeceras municipales, quedó inundado con un gran volumen de desechos que flotaron durante varios días.
Los deslaves e inundaciones también provocaron el colapso de las comunicaciones terrestres, aéreas y de telefonía durante un período que osciló de tres a cuatro días en más de la mitad del país. Según las cifras del gobierno, se destruyeron quince puentes, un tercio de la red asfaltada y la mitad de caminos de terracería. UNICEF informó que mil doscientos niños y niñas quedaron huérfanos. El municipio de San Pedro Sacatepéquez fue uno de los que sufrieron las mayores pérdidas humanas.

## Potenciales de uso y explotación
- Producción agrícola: maíz, trigo, patata, fríjol, haba, alfalfa, cebada, además apta para la siembra de brócoli, lechuga, coliflor y frutales.[45] En cuanto a especies forestales existen buenas condiciones para su establecimiento. La situación de los suelos y los bosques en este municipio se ha visto afectada por la deforestación y por tal razón existen ocho viveros forestales administrados por grupos comunales en cinco aldeas del municipio: Mávil, Piedra Grande, Sacuchúm, dos en San Andrés Chápil, y tres en Santa Teresa.[41]
- Potencial pecuario: la producción se da en su mayoría en lo referente a aves de corral, ganado vacuno, porcino, caprino, caballar y conejos.[45]
- Áreas de protección y conservación: la municipalidad posee un astillero en el cual se encuentran las fuentes de agua que surten a la población las que se someten a una protección especial.
- Producción artesanal: una de las principales industrias a la que se dedican los habitantes del municipio es la tejeduría, en la que hacen verdaderas creaciones en corte, encajuelados muy especialmente de huipiles. Los suéteres de lana, tejidos de algodón, cestería, muebles de madera, instrumentos musicales, máscaras, joyería, productos de cuero, teja, ladrillo y ladrillo de barro, juegos pirotécnicos.[45]

## Cultura

### Reliquias de San Pedro Sacatepéquez

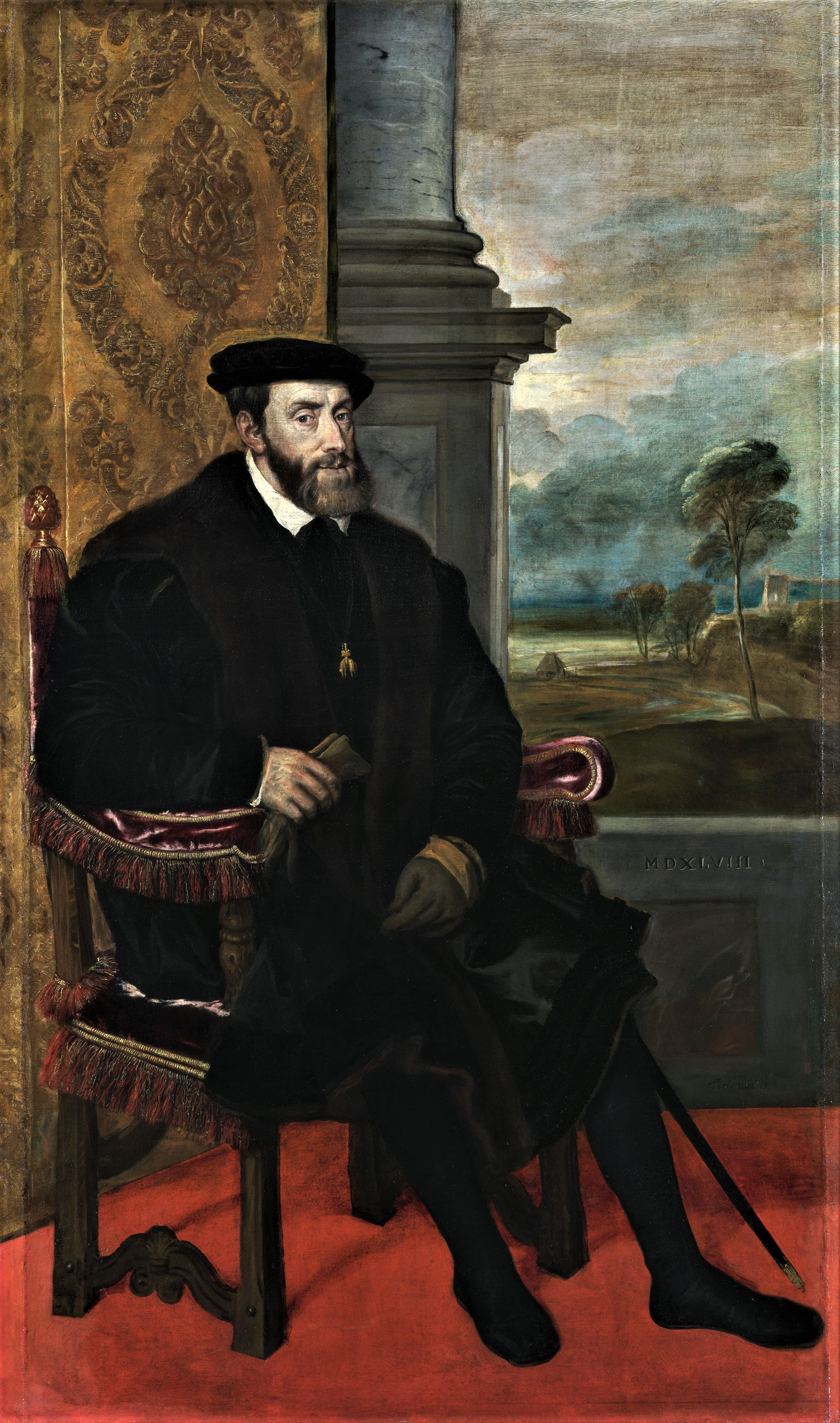
Emperador Carlos V de España en 1548. Cuadro de Tiziano.

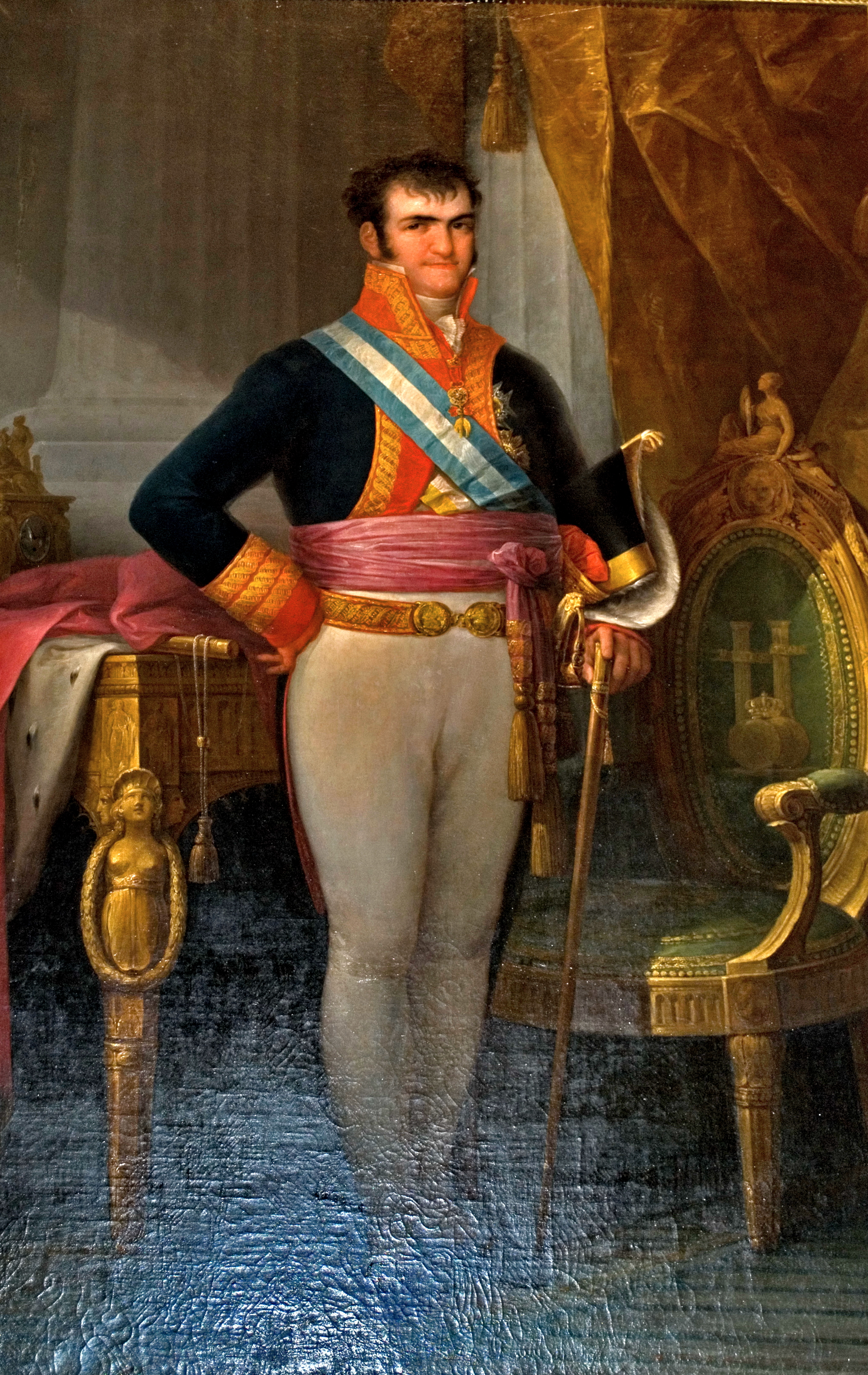
Fernando VII.

1. Campana mayor de la iglesia: Esta campana es la más antigua en Centroamérica ya que fue elevada al campanario por el padre fray Francisco Bravo en 1577.[46] En la parte superior de la campana y en letras góticas tiene las inscripciones «Año de 1577» y la oración en latín «Ort voce pia Pro Novis Virgo María Aleluya».[b]; en la parte media contiene la frase en castellano «Siendo comendador el Padre Francisco Bravo, año MDLXXVII»; y, finalmente, en las faldas la inscripción en latín «Petrus Apostulus et Paulus Doctor espinos docuerom legitimum donium».[c] Está situada en el interior de la iglesia parroquial, cerca de la puerta y sus dimensiones son: un 1 m de alto, diámetro de boca de 0,95 m, en la parte superior su diámetro es de 0,35 m, espesor de 0,08 m, y tiene un peso aproximado de media tonelada; a través de los siglos le han aparecido grietas que terminaron por inutilizarla.[46]
2. Pergamino concedido por Carlos V: en Real Cédula, fechada en Barcelona, España en 1543, el emperador español Carlos V, entre otras cosas, agradece al cacique Pedro de Sacatepéquez la ayuda que proporcionó a los frailes Pedro de Angulo, Rodrigo de Ladrada y Bartolomé de las Casas, O.P. en la conquista pacífica de las provincias de Teculiclán, Lacandón y sus comarcas y que pasaron a llamarse las Verapaces, proceso conocido también como las Capitulaciones de Tezulutlán.[16][17]
3. Medalla de plata del rey Fernando VII: de dos pulgadas de diámetro y 0,01 m de espesor, esta medalla fue un regalo del rey Fernando VII al pueblo de San Pedro Sacatepéquez. En el anverso, rodeada por una corona de laurel se lee la inscripción: «A la fiel generosidad de los indios del reyno de Guatemala». En el anverso y parte inferior aparecen algunas flechas y un arco. En el reverso, en la parte superior se lee: «Viva Fernando VII rey de España e Indias.», mientras que en la parte inferior está fechada «Año de 1809».[41]
4. Monolitos precolombinos: se han descubierto varios monolitos en aldea San Pedro Petz, la cual se considera como el primer asentamiento de San Pedro Sacatepéquez.[46] Dichos monolitos se encuentran en expuestos al público en la alcaldía auxiliar. Asimismo, se encuentran piezas arqueológicas que tienen sus propias leyendas, como por ejemplo las conocidas como «la del Peto y la Peta», de la se cuenta que alguna vez fue de una familia.[41]

### Tradiciones y costumbres
- Morería: en Guatemala existen danzas centenarias que representan pasajes históricos o católicos que quedaron como herencia de las danzas doctrinarias de los padres de la Orden de Predicadores, quienes las utilizaban para transmitir sus mensajes a los pueblos indígenas que no hablaban el castellano.[16] Ya en el siglo xx, las danzas formaban parte de la cultura y distracción popular y se organizaron grupos artísticos que las interpretaban, conocidos como «morerías». En San Pedro Sacatepéquez la familia Chic —originaria de Totonicapán— organizó la primera morería y posteriormente, en 1925, hubo otra en pequeña escala, a cargo de Paulino Velásquez. A partir de 1948, ha existido una morería tradicional, propiedad de Gregoria Clementina Orozco de Navarro, quien ha confeccionado los trajes y máscaras de cedro que se utilizan en las representaciones.[41] Entre las representaciones que se realizan están: el Baile de la Conquista, «Baile de los Partideños o mejicanos»[d], el «baile del torito»[e], los «tinecos» —que es una representación de los nativos de Zunil y San Martín Sacatepéquez—,[41] el «baile de las Flores», que se realiza con niños y niñas.[f]

Con respecto al baile de las flores que se representa en San Pedro Sacatepéquez, después de estar en boga por varios años, dejó de representarse; pero en 1938, la señora Flavia Velásquez de Velásquez y su hijo Noé —maestro de la localidad— escribieron todo lo necesario para hacerla de nuevo. Cuando el libreto estuvo listo se solicitó a los vecinos para que accedieran a prestar a sus hijos con ocasión de celebrarse una festividad del cantón San Sebastián, el 20 de enero de 1939.
- Convite: llamado también «Los gracejos», es una reunión que se celebra el primer domingo de diciembre por la tarde, en ocasión de la procesión de Nuestra Señora de Concepción, quien va a la cabeza de la misma, haciendo el mismo recorrido. Los asistentes se disfrazan de las formas más variadas, llevando máscaras de madera, y algunas de plástico.[41]
- Barriletes: durante el otoño, específicamente en los últimos días del mes de octubre y primeros de noviembre se acostumbra volar barriletes, que en San Pedro Sacatepéquez se caracterizan por tener forma hexagonal, con tres varas de largo, y en la parte superior llevan un arco que produce un zumbido característico. Los barriletes son de papel de China, con figuras originales, así como matices diseñados para llamar la atención tanto en tierra como en el aire, y no llevan flequillos.[41]
- Advenimiento: antiguamente, a las mujeres encintas se les proporcionaban un metal contra los eclipses para que el futuro bebé no naciera con labios leporinos y de todos los diferentes gustos alimenticios que necesitara para que no abortaran o el bebé no naciera con la boca abierta, por no satisfacer «el antojo». Luego, al nacer el hijo o hija, la comadrona lo recibía y, después del baño correspondiente, era envuelto en pañales, amarrado con fajuelas y protegido con un gorro en la cabeza. La misma señora cauterizaba el ombligo del infante con un objeto candente.[48]
- Matrimonio: el cortejo y matrimonio es una tradición muy respetada: cuando el hombre tiene ya edad de escoger a una muchacha, la sigue hasta donde vive. Cuenta a sus padres lo ocurrido, y éstos averiguan la procedencia y —si la familia de la muchacha está a su nivel y condiciones— realizan una visita de cortesía. Después de esto, siguiente una serie de pasos tradicionales: «Abierta de la puerta» —visita a la familia de la muchacha—, decisión de la muchacha, visitas adicionales, fecha para recibir la respuesta, «la sabida» —se celebra el resultado de la solicitud—, que ya se conocía de antemano.[48]
- Culto a la Madre Maíz: los indígenas consideran al maíz como una deidad de tipo femenino y natural, y por esa razón se le conoce como «paxil», y se le denomina «madre». En la celebración interviene el «Chimên» —brujo o sacerdote aborigen— que practica sus ritosen la cima de los cerros quemando copal, sacrificando aves de corral y bebiendo licor; también práctica la «llamada de los espíritus», actos para los cuales durante algún tiempo guarda abstinencia sexual.[49]
- El Pregón: consiste en que parlamentos indígenas especializados recorren las principales calles de la ciudad pronunciando en determinados lugares una locución en mam. El Pregón es amenizado con música y visitan casas de familias indígenas donde a continuación celebran el baile de la Paxá —o baile de la Pax—, en que los danzantes portan una mazorca de maíz vestida de mujer.[41]
- Sentadas: se celebraban por la finalización de la novena del Niño Jesús, cuya imagen era sentada —de allí su nombre— en un risco, y la mujer de mayor edad de la casa era la encargada de conducirlo a casa de los propietarios. La procesión podía ser pequeña o grande. Se acostumbraba llevar a cabo estas reuniones de día, desde las 8 a las 18 horas y, si así lo permitía el dueño de la casa, podía bailarse.[41]
- Inauguración de una vivienda: Después de terminada la casa (de adobe y teja de barro), se nombraban padrinos para la inauguración de la vivienda. Los dueños de la casa colocaban una cruz de madera o metal en la sala principal, adornándola con flores sobre una mesa con mantel blanco o floreado a manera de altar. De antemano se había ido a hablar al cura para la bendición. Sabiendo el día y la hora, los padrinos y dueños esperaban al religioso que llegaba acompañado de un sacristán y rezaban todos para el bien de los futuros habitantes. Terminada la ceremonia el cura se marchaba. Entonces empezaba la verdadera fiesta, que consistía en obsequiar copitas de aguardiente a cuanto invitado estaba presente; después un almuerzo para la misma cantidad de asistentes. Terminada la bendición y repartido el aguardiente, se comenzaba a bailar sones tocados por marimba contratada especialmente hasta terminar la fiesta, que por lo regular tardaba todo el día, de las 9 a las 18 horas.[41]
- Muerte: cuando una persona se encontraba postrada en cama, se llamaba al chiman (brujo), para que dictaminara si tenía curación el enfermo; en caso contrario, los hijos y demás parientes se arrodillaban cruzando los brazos uno con otro para que el agonizante les diera la bendición. Si este moría lo bañaban con agua y jabón, si era hombre lo afeitaban y mujer, la peinaban; luego lo recostaban sobre el suelo para ganar indulgencias y pagarle a la Santa tierra sus tributos; además se le ponía un ladrillo como almohada. A continuación lo amortajaban con ropa nueva, un pañuelo negro amarrado a la cabeza y otro de la quijada a la cabeza, un cordón de dos hilos en la cintura y a cada uno le hacían cinco nudos de cuatro vueltas que significaban los cinco misterios del Rosario, para que los espíritus malos lo abandonaran y pudiera entrar a la gloria de Dios con júbilo.[50]

### Personas destacadas
- Fidel Orozco, destacado compositor y director musical del grupo Marimba Conejos[51]